# Émile Cottinet
Émile Cottinet, né le 16 septembre 1860 à Marseille et mort le 31 décembre 1929 en son domicile dans le 4e arrondissement de Paris, est un poète français.

## Biographie
Auteur de plusieurs recueils de poésies, il participa notamment à la revue Vers et prose de Paul Fort. Certains de ses poèmes furent mis en musique par Jacques Pillois et  Pierre de Bréville. Son père, Edmond Cottinet, est également poète et auteur dramatique.

## Œuvres
- Les Etapes et les haltes, 1900
- Le Livre lyrique et sentimental, 1910
- Les Cimes voilées et Rythmes de la vieille France, 1923
- Ballades contre et Sonnets pour, 1926

## Pour approfondir